# Попов, Дмитрий Дмитриевич (лётчик)
Дмитрий Дмитриевич Попов (1903 – 1988) – советский военачальник, генерал-лейтенант авиации.

## Служба в РККА
В 1922 году окончил Московскую военно-инженерную школу. В 1923 году окончил Московскую высшую аэрофотошколу. В 1923-1924 годах служил в должности начальника радиоотделения авиаотряда Белорусского военного округа. В 1924 году назначен помощником начальника мобилизационного отделения Главного управления Воздушного флота. В 1925 году окончил курсы летчиков-наблюдателей при Московской летной школе. В 1928 году окончил курсы усовершенствования командного состава при Военно-воздушной академии РККА. В 1936 году за отличное выполнение учебно-боевой подготовки награжден орденом Ленина. В 1937 году окончил Липецкую высшую летно-тактическую школу. В 1937-1939 годах был арестован и находился в заключении. В 1939 году назначен начальником тыла ВВС Одесского округа.

## Участие в Великой Отечественной войне
Войну начал в должности заместителя командира 20-й смешанной авиационной дивизии. 16 декабря 1941 года назначен командиром 21-й смешанной авиационной дивизии. Дивизия под его командованием осуществляла поддержку с воздуха частей 37-й армии во время проведения Барвенково-Лозовской наступательной операции. Командовал дивизией в составе Южного фронта до ее расформирования 24 апреля 1942 года. После расформирования дивизии назначен заместителем командующего ВВС 37-й армии. 18 мая 1942 года полковник Попов был назначен командиром 218-й ночной бомбардировочной дивизии. Дивизия под его командованием осуществляла поддержку наземных войск во время проведения Моздок-Малгобекской операции, во время которой частями дивизии выполнено 4690 ночных боевых вылетов. Действия дивизии получили высокую оценку командования и 588-й ночной бомбардировочный авиационный полк, входивший в состав дивизии, был представлен к званию гвардейского. 10 ноября 1942 года командиру дивизии было присвоено звание генерал-майора авиации. 13 декабря 1942 года «за умелое руководство и за заслуги перед Родиной в борьбе с немецкими оккупантами» генерал-майор авиации Попов был награжден орденом Красного Знамени.
24 июня 1943 года генерал-майор Попов был назначен заместителем командующего 15-й воздушной армии. Руководил действиями частей и подразделений армии во время проведения Орловской, Ленинградско-Новгородской, Старорусско-Ржевской, Режицко-Двинской наструпательных операций. 11 мая 1944 года награжден орденом Кутузова II степени. Отличился во время проведения Рижской операции и «за умелую помощь в руководстве боевых действий авиации в операции по освобождению столицы советской Латвии» был награжден 29 июня 1945 года орденом Суворова II степени.

## Послевоенная служба
В сентябре 1947 года генерал-майор авиации Попов был назначен командующим 5-й воздушной армии. 
15 мая 1949 года присвоено воинское звание генерал-лейтенанта авиации. В 1949-1952 годах занимал должность заместителя командующего 54-й воздушной армии по строевой части. В 1952-1955 годах занимал должность помощника командующего ВВС Донского (c 1953 года Северо-Кавказского) военного округа. 
С 1955 года служил в системе министерства внутренних дел СССР.
Умер в 1988 году. Похоронен на Востряковском кладбище.